# John Virgo
John Virgo, född 3 mars 1946 i Salford, Lancashire, England, engelsk snookerspelare och TV-kommentator.
Virgo blev professionell 1976 vid en ålder av 30 år. Hans karriär nådde sin höjdpunkt 1979 då han gick till semifinal i VM på våren, och vann UK Championship på hösten. Detta var dock innan UK Championship hade fått rankingstatus. Efter det nådde Virgo aldrig längre än semifinal i någon stor turnering.
I VM 1982 fick han dock stor uppmärksamhet då han framträda och göra snookerimitationer av bland andra Alex Higgins, Terry Griffiths och Dennis Taylor framför TV-kamerorna. En av semifinalerna hade nämligen slutat tidigare än väntat, och man behövde någon form av pausunderhållning. Efter detta blev Virgo minst lika känd som underhållare och "konststötsmästare" (trick shot champion).
Efter sin aktiva karriär har Virgo kommenterat snooker för BBC.

## Titlar
- UK Championship - 1979
- Pontins Professional - 1980